# Scion

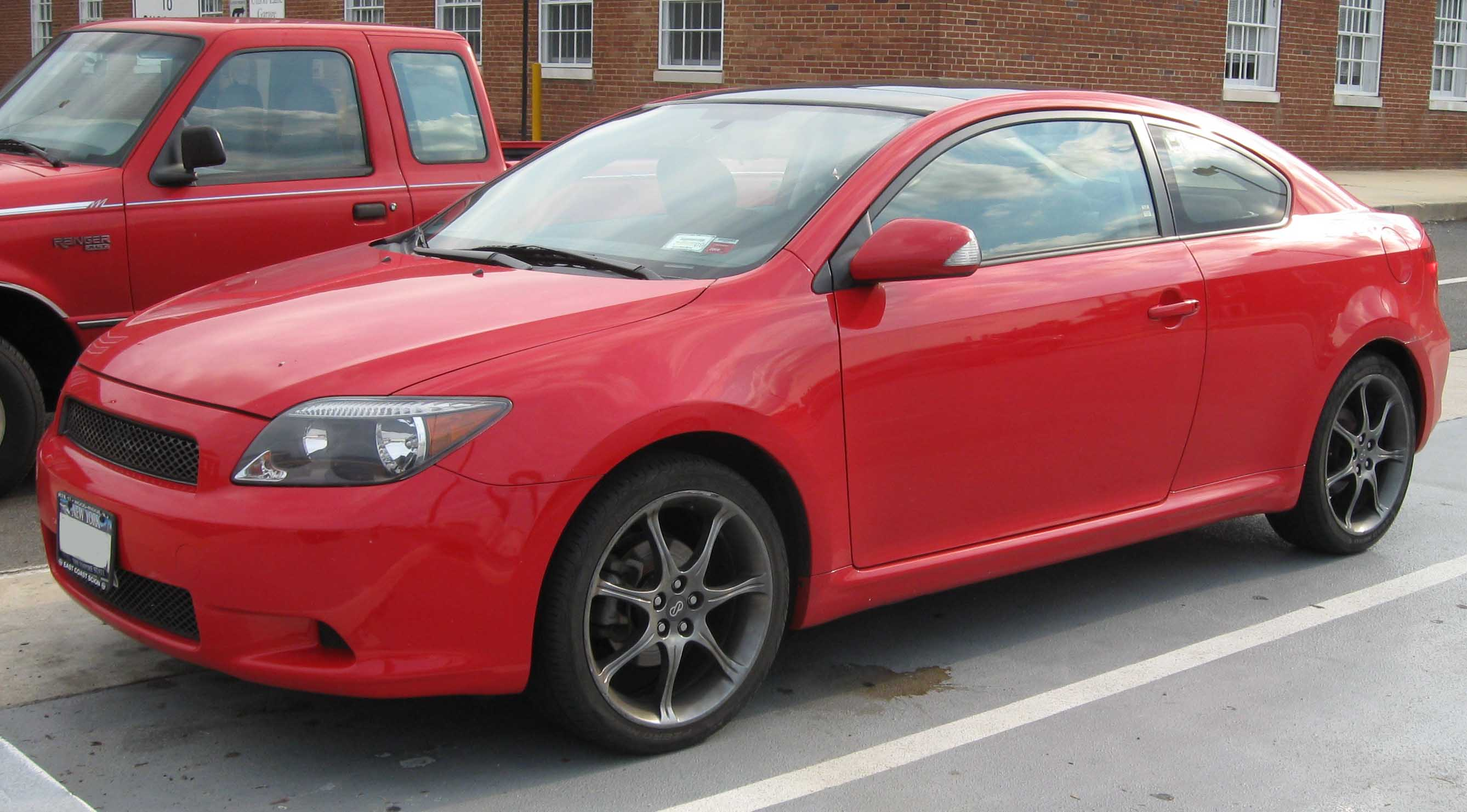
Scion tC 2005.

Scion fue una marca de vehículos fabricados por Toyota Motor Corporation. Fundada en el año 2003 para el mercado de Estados Unidos su actividad se prolongó hasta 2016 cuando la compañía decidió integrar la marca en Toyota.
La meta a largo plazo de Scion era seducir a la Generación Y de jóvenes consumidores urbanos con automóviles de diseño atrevido y económicos. Como marca surgió a partir del Proyecto Génesis de Toyota pero, sin embargo, apenas superó el millón de unidades comercializadas en toda su historia lo que impulsó su disolución.

## Gama de productos
Scion comercializó varios modelos: 
- tC, un liftback de 3 puertas basado en el Europeo Toyota Avensis.

- xA, un Hatchback deportivo de 5 puertas basado en el japonés Toyota Ist.

- xB, un automóvil compacto encajonado de 5 puertas vendido como el Corolla Rumion de Toyota en el mercado japonés.[6]

- xD, un coche de 5 puertas-subcompacto, que se basa en la plataforma de la carrocería de Yaris 4 con el motor del Corolla 2009 de Toyota.[7]
- FR-S, un deportivo pequeño de tracción trasera basado en el Toyota GT-86 y en el Subaru BRZ.[8]
- iA, un subcompacto que se comercilizó en otros mercados como Toyota Yaris sedán o Mazda 2.[9]
- iQ, un pequeño automóvil que se comercializó con una mecánica gasolina de 94 caballos.[10]

## Publicidad
Scion estuvo promocionando su propio sitio web para la comercialización del bB de Scion, y para promover otros artistas y acontecimientos que los patrocinan. Scion también utilizó campañas más pequeñas y regionales para alcanzar a un sector demográfico más pequeño.